# 1956 في نيوزيلندا
فيما يلي قوائم الأحداث التي وقعت خلال عام 1956 في نيوزيلندا.

## رياضة
- 1 يناير – كأس نيوزيلندا 1956 الفائز ستوب أوت [الإنجليزية]‏.

## مواليد

### يناير
- 1 يناير – جيم كامبل لاعب كرة قدم نيوزيلندي.
- 1 يناير – جيم كوبر
- 1 يناير – ستيفن سنكلير مخرج أفلام نيوزيلندي.
- 1 يناير – ستيوارت بلاكلي متزحلق جبال الألب نيوزيلندي.
- 3 يناير – فيليب هيزل لاعب دارت نيوزيلندي.
- 6 يناير – ستيفن كوكس درّاج طريق نيوزيلندي.

### فبراير
- 16 فبراير – فنسنت وارد مخرج أفلام نيوزيلندي.
- 16 فبراير – ماركوس تورنر موسيقية نيوزيلندية.
- 24 فبراير – جيوفري أوسبورن لاعب كريكت نيوزلندي.

### مارس
- 3 مارس – جون فولتون ريد لاعب كركيت نيوزيلندي.
- 14 مارس – جاكلين فرازير فنانة نيوزيلندية.
- 19 مارس – كولن فاريل لاعب رغبي نيوزيلندي.
- 22 مارس – بيفان ويلسون لاعب رغبي نيوزيلندي.

### أبريل
- 15 أبريل – كيري بولتون سياسي نيوزيلندي.
- 20 أبريل – داني كامبل لاعب دوري رغبي نيوزيلندي.

### مايو
- 8 مايو – ريتشارد ويلسون لاعب كرة قدم نيوزلندي.
- 23 مايو – مارك شو لاعب رغبي نيوزيلندي.
- 28 مايو – كرايغ بلاكوود

### يوليو
- 26 يوليو – ديف كومر مصور نيوزيلندي.
- 31 يوليو – روث إيتكن لاعبة كرة شبكة نيوزيلندية.

### أغسطس
- 12 أغسطس – سيندي فاركوهار
- 18 أغسطس – أندرو بيني متسابق حدث نيوزيلندي.
- 25 أغسطس – موراي تايلور لاعب رغبي نيوزيلندي.
- 28 أغسطس – كاثي هال لاعبة كرة قدم نيوزيلندية.

### سبتمبر
- 19 سبتمبر – موراي دافي لاعب اتحاد رغبي نيوزيلندي.
- 29 سبتمبر – جيني موريس مغنية نيوزيلندية.

### أكتوبر
- 14 أكتوبر – دوغلاس رايت

### نوفمبر
- 7 نوفمبر – نيكولاس دنلوب
- 8 نوفمبر – بيتر بينيت لاعب كرة قدم أسترالي.
- 8 نوفمبر – ريتشارد كورتيس
- 9 نوفمبر – ديان زورن رياضية نيوزيلندية.
- 23 نوفمبر – بروس إدغار لاعب كركيت نيوزيلندي.

### ديسمبر
- 12 ديسمبر – باري بيكرينغ لاعب كرة قدم نيوزلندي.

## وفيات

### يناير
- 1 يناير – بيل ديفين (مواليد 1893)
- 1 يناير – مود وينفريد شيروود (مواليد 1880) رسامة نيوزيلندية.

### أبريل
- 17 أبريل – الكسندر يونغ (مواليد 1875) سياسي نيوزيلندي.

### يوليو
- 21 يوليو – فرد روبرتس (مواليد 1881) لاعب اتحاد رغبي نيوزيلندي.

### أغسطس
- 23 أغسطس – روبرت مارشال (مواليد 1912) لاعب كريكت نيوزلندي.

### نوفمبر
- 18 نوفمبر – مابل هيل (مواليد 1872)